# Belägringen av Fukuryuji

Belägringen av Fukuryuji skedde 1183 och var ett av många slag och skärmytslingar under Genpei-kriget, det japanska inbördeskriget 1180 – 1185 mellan Taira-klanen och Minamoto-klanen.
Fukuryūji (福隆寺) var en befästning som horde till Senoo Kaneyasu, en ledare som sympatiserade med Taira. Aktionen leddes av Imai Kanehira som ledde sina soldater över leriga risfält under häftig beskjutning från fortet bågskyttar. Attacken lyckades och Kaneyasu dödades.